# Барышников, Алексей Георгиевич
Алексе́й Гео́ргиевич Бары́шников (16 июля 1913, Харьков — 19 апреля 1975, Ленинград) — советский волейболист и тренер. Заслуженный мастер спорта СССР (1947), заслуженный тренер СССР (1957), судья всесоюзной категории (1956). Отличник физической культуры (1956).

## Биография
Родился и начинал играть в волейбол в Харькове.
Весной 1933 года в Днепропетровске стал победителем первенства Украинской ССР и бронзовым призёром I чемпионата СССР — Всесоюзного волейбольного праздника, а годом позже выиграл в составе сборной Харькова серебряную медаль союзного чемпионата.
В 1935 году переехал в Ленинград и до начала Великой Отечественной войны выступал за сборную города и команду «Спартак», с которыми дважды становился чемпионом СССР и трижды — серебряным призёром.
В начале войны не был призван на фронт из-за проблем со зрением. Во время блокады Ленинграда трудился в осаждённом городе. Награждён медалью «За оборону Ленинграда».
После окончания войны и до 1953 года был играющим тренером команды Дома Красной Армии (ДКА) и «Спартака», а также с перерывами работал старшим тренером женской команды «Спартак». В октябре 1945 года в Дзауджикау на первом послевоенном чемпионате СССР привёл к бронзовым наградам и мужской, и женский коллективы.
Летом 1947 года вместе с Анатолием Чинилиным руководил сборной Ленинграда, усиленной игроками московских команд, на первом международном турнире с участием советских волейболистов, прошедшем в рамках Всемирного фестиваля демократической молодёжи и студентов в Праге.
В 1956 году привёл сборную Ленинграда к бронзовым медалям волейбольного турнира летней Спартакиады народов СССР, а в 1957-м возглавляемый Барышниковым «Спартак» спустя 18 лет вновь стал чемпионом страны.
В том же 1957 году Алексей Барышников вместе с Анатолием Эйнгорном выиграл с советской командой золото Всемирного фестиваля молодёжи и студентов в Москве и бронзу исторического показательного турнира для делегатов 53-й сессии Международного олимпийского комитета в Софии, на которой было оглашено решение о признании волейбола олимпийским видом спорта.
В 1947 году Алексею Барышникову присвоено звание заслуженного мастера спорта СССР, в 1957 году — звание заслуженного тренера СССР. Как тренер подготовил Владимира Андреева, Юрия Арошидзе, Геннадия Гайкового, Юрия Худякова, Марата Шаблыгина.
Скончался 19 апреля 1975 года, похоронен на Серафимовском кладбище в Ленинграде.

## Достижения
- В игровой карьере: чемпион СССР (1938, 1939), серебряный (1934, 1935, 1936, 1940) и бронзовый (1933, 1945) призёр чемпионатов СССР.
- В должности старшего тренера мужской команды «Спартак» (Ленинград): чемпион СССР (1957), бронзовый призёр чемпионата СССР (1958).
- В должности старшего тренера мужской сборной Ленинграда: бронзовый призёр Спартакиады народов СССР (1956).
- В должности старшего тренера женской команды «Спартак» (Ленинград): бронзовый призёр чемпионатов СССР (1945, 1946, 1952).

## Личная жизнь
Окончил 3 курса Ленинградского инженерно-строительного института.
Был женат на Таисии Барышниковой (Ситниковой) — чемпионке Европы по волейболу (1949), заслуженном тренере СССР (1966).

## Награды
- Орден «Знак Почёта» (27.04.1957) — «за успехи, достигнутые в деле развития массового физкультурного движения в стране, повышения мастерства советских спортсменов, и успешное выступление на международных соревнованиях»